# Столе Аранђеловић
Стојан Столе Аранђеловић (Београд, 12. јун 1930 — Београд, 8. април 1993) био је српски и југословенски позоришни, телевизијски и филмски глумац. Остварио је преко сто улога у филмовима и ТВ серијама.

## Биографија
Аранђеловић је рођен у Београду, 12. јуна 1930. године. Студирао је глуму на Позоришној академији, где је и дипломирао 1953. године. Још као студент, добио је прву филмску улогу — имао је само 20 година када је обукао официрску униформу и заиграо у кратком играном филму Црвени цвет. Недуго затим, добија и стални ангажман у тек основаном Југословенском драмском позоришту (ЈДП). Није се дуже задржао у ансамблу овог театра и после две сезоне напушта ЈДП и постаје слободан уметник. Године 1954. Аранђеловић је глумио у свом првом целовечерњем филму Девојка и храст и од тада се усредсредио на снимање филмова, испред глуме у позоришту.
Од филмова из ране фазе његове каријере треба истаћи Булајићев Влак без возног реда, Коту 905 и посебно Павловићеву драму Капи, воде, ратници, у којој је Аранђеловић са много успеха одиграо своју прву главну улогу. Глумио је углавном робусне, енергичне и карактерне ликове; био је карактеристичан по несвакидашњем промуклом гласу, али и очински благом осмеху.
Средином шездесетих година је добио позив од немачких филмаџија, са којима је радио фамозне „црвене” вестерне у некадашњој Југославији. За разлику од филмова домаћих аутора, Столе је Немцима био очигледан „пик” за улоге антагониста, а у овом случају су били каубоји, а не Индијанци.
Живео је у свом стану на Новом Београду. Иза себе је оставио још бројних филмских и телевизијских улога. Играо је у 89 играних филмова. Остварио је читаву серију фантастичних епизода — од доброг заставника у серији Војници, преко ратних филмова и улога партизанског попа Владе Зечевића у Сутјесци. У августу 1984. године добио је награду „Славица“ за допринос југословенској кинематографији. Последњи пут Аранђеловић је стао испред камере како би одиграо минијатуру, још једну у огромном низу, у комедији Три карте за Холивуд (1993).
Преминуо је 8. априла 1993. године. Сахрањен је у Алеји заслужних грађана на Новом гробљу у Београду.

## Филмографија
|                   | 1950 ▼ | 1960 ▼ | 1970 ▼ | 1980 ▼ | 1990 ▼ | Укупно |
| ----------------- | ------ | ------ | ------ | ------ | ------ | ------ |
| Дугометражни филм | 13     | 33     | 18     | 20     | 5      | 89     |
| ТВ филм           | 0      | 6      | 19     | 12     | 2      | 39     |
| ТВ серија         | 0      | 1      | 10     | 10     | 0      | 21     |
| ТВ мини серија    | 0      | 1      | 2      | 4      | 0      | 7      |
| ТВ кратки филм    | 0      | 1      | 0      | 1      | 0      | 2      |
| Кратки филм       | 0      | 7      | 0      | 0      | 0      | 7      |
| Укупно            | 13     | 49     | 49     | 47     | 7      | 165    |

| Год.       | Назив                                      | Улога                                           |
| ---------- | ------------------------------------------ | ----------------------------------------------- |
| 1950-е ▲   |                                            |                                                 |
| 1950.      | Црвени цвет                                | Официр (као Столе Аранђеловић)                  |
| 1955.      | Девојка и храст                            | Петар, Иванов брат                              |
| 1955.      | Песма са Кумбаре                           | Марко                                           |
| 1955.      | Шолаја                                     | Колеско (као Стојан Аранђеловић)                |
| 1956.      | Потрага                                    | Кнежевић                                        |
| 1956.      |                                            |                                                 |
| 1957.      | Мали човек                                 |                                                 |
| 1957.      | Зеница                                     | Хасан                                           |
| 1958.      | Кроз грање небо                            | Тифусар                                         |
| 1958.      | Рафал у небо                               | Станко                                          |
| 1958.      | Алекса Дундић                              | Рашовић                                         |
| 1958.      |                                            | Сељак                                           |
| 1959.      | Влак без возног реда                       | Ловре                                           |
| 1960-е ▲   |                                            |                                                 |
| 1960.      | Боље је умети                              |                                                 |
| 1960.      | Кота 905                                   | Гавран                                          |
| 1961.      | Небески одред                              |                                                 |
| 1962.      | Капи, воде, ратници                        |                                                 |
| 1962.      | Степа                                      | Кириука                                         |
| 1962.      | Прегршт среће                              |                                                 |
| 1963.      | Земљаци                                    |                                                 |
| 1963.      | Град                                       |                                                 |
| 1963.      | У сукобу                                   | (као Столе Аранђеловић)                         |
| 1963.      | Двоструки обруч                            | Дуги                                            |
| 1964.      | Freddy und das Lied der Prärie             | Перкинс Хенцхман                                |
| 1964.      | Winnetou - 2. Teil                         | Цаесар                                          |
| 1964.      | Међу лешинарима                            | Милтон                                          |
| 1964−1966. | Код судије за прекршаје                    |                                                 |
| 1965.      | Американка                                 |                                                 |
| 1965.      | Клаксон                                    |                                                 |
| 1965.      | Човек није тица                            | Барбуловиц „Барбоол“                            |
| 1965.      | Краљ петролеја                             | Бандит                                          |
| 1966.      | Туга                                       |                                                 |
| 1966.      | Преноћиште                                 |                                                 |
| 1966.      | Водник, бомбе и ...                        |                                                 |
| 1966.      | Рој                                        |                                                 |
| 1966.      | Сан                                        |                                                 |
| 1966.      | Повратак                                   | Столе                                           |
| 1966.      | Топле године                               |                                                 |
| 1966.      | Глинени голуб                              |                                                 |
| 1967.      | Мали војници                               |                                                 |
| 1967.      | 104 стране о љубави                        |                                                 |
| 1967.      | Палма међу палмама                         | Сури - Палмин муж                               |
| 1968.      | Операција Београд                          | Инвалид Лука                                    |
| 1968.      | Сунце туђег неба                           | Никола                                          |
| 1968.      | Биће скоро пропаст света                   | Кондуктер у возу                                |
| 1968.      | Брат доктора Хомера                        | Куртеш                                          |
| 1968.      | Хармоника                                  |                                                 |
| 1968.      | Лелејска гора                              | Косто Америка                                   |
| 1969.      | Растанак                                   |                                                 |
| 1969.      | Кад сам био војник (ТВ мини серија)        |                                                 |
| 1969.      | Маневар                                    |                                                 |
| 1969.      | У сенци клисуре                            |                                                 |
| 1969.      | Крв                                        |                                                 |
| 1969.      | Добро нам дошли Кратки филм                | /                                               |
| 1969.      | На лево круг                               |                                                 |
| 1969.      | Сувишни                                    |                                                 |
| 1969.      | Битка на Неретви                           | Шумадинац                                       |
| 1970-е ▲   |                                            |                                                 |
| 1971.      | Улога моје породице у свјетској револуцији |                                                 |
| 1971.      | Овчар                                      | Скелеџија                                       |
| 1971.      | Велики посао                               |                                                 |
| 1971.      | Македонски део пакла                       | Бугарски војник                                 |
| 1971.      | Хроника паланачког гробља (серија)         | Оштрач                                          |
| 1971.      | Енеида (серија)                            | Мезенције                                       |
| 1972.      | Слике из живота ударника                   |                                                 |
| 1973.      | Со                                         |                                                 |
| 1973.      | Бела кошуља (ТВ)                           | Симон                                           |
| 1973.      | Самоћа                                     |                                                 |
| 1973.      | Камионџије (серија)                        | Мајстор Дуле                                    |
| 1973.      | Сутјеска                                   | Поп са петокраком и крстом на капи              |
| 1974.      | Пинг без понга                             |                                                 |
| 1974.      | Димитрије Туцовић (ТВ серија)              | Лука Павићевић                                  |
| 1975.      | Наивко                                     | Веско                                           |
| 1975.      | Доле са оружјем                            | Убачена кртица                                  |
| 1975.      | Доктор Младен                              | Свештеник                                       |
| 1975.      | Андесонвил - Логор смрти                   |                                                 |
| 1975.      | Жена са крајоликом                         |                                                 |
| 1975.      | Павле Павловић                             | Павлов брат                                     |
| 1975.      | Крај недеље                                | Лука Зарић - словослагач                        |
| 1975.      | Ђавоље мердевине (серија)                  | Јован Церан                                     |
| 1975.      | Сељачка буна 1573.                         | Петров стриц                                    |
| 1976.      | Све што је било лепо                       | Човек са троје деце                             |
| 1976.      | Процес Ђордану Бруну                       | Капетан Матео де Аванто (као Столе Аранђеловић) |
| 1976.      | Последње наздравље                         |                                                 |
| 1976.      | Повратак отписаних                         | Иса                                             |
| 1976.      | Салаш у малом риту (серија)                | Скелеџија                                       |
| 1976.      | Бабино унуче (серија)                      | Радован                                         |
| 1976.      | Коштана                                    | Председник општине Арса                         |
| 1976.      | Војникова љубав                            |                                                 |
| 1976.      | Четири дана до смрти                       |                                                 |
| 1977.      | Кућна терапија                             |                                                 |
| 1977.      | Исправи се, Делфина                        | Рене                                            |
| 1977.      | Црни дани (серија)                         |                                                 |
| 1978.      | Васкрсење змаја                            |                                                 |
| 1978.      | Белиот сид                                 |                                                 |
| 1978.      | Шпански захтев (ТВ)                        | Државни канцелар Соваж                          |
| 1978.      | Отац или самоћа                            |                                                 |
| 1978.      | Вучари Доње и Горње Полаче                 |                                                 |
| 1978.      | Повратак отписаних (серија)                | Иса                                             |
| 1979.      | Анно домини 1573 ТВ серија                 | Петров стриц                                    |
| 1979.      | Књига другова (ТВ)                         |                                                 |
| 1979.      | Приповедања Радоја Домановића (серија)     | Богаташ/Пијанац                                 |
| 1979.      | Трофеј                                     | Ловочувар Јован „Јоца“ Лукач                    |
| 1980-е ▲   |                                            |                                                 |
| 1980.      | Позоришна веза                             | Станодавац Веља                                 |
| 1980.      | Нешто из живота                            | Обрад, Миличин отац                             |
| 1981.      | Имамо наступ (ТВ филм)                     |                                                 |
| 1981.      | Црвени коњ                                 | Никола                                          |
| 1981.      | Слике и прилике                            |                                                 |
| 1981.      | На рубу памети                             |                                                 |
| 1981.      | Шеста брзина                               | Цариник Благота                                 |
| 1981.      | Војници (серија)                           | Заставник Десимир Марковић                      |
| 1981−1982. | Приче преко пуне линије (серија)           | Матичар Гиле                                    |
| 1982.      | Залазак сунца                              | Опат                                            |
| 1982.      | Приче из радионице (серија)                | Благота                                         |
| 1982.      | Џек Холбурн (серија)                       | Фокс                                            |
| 1983.      | Задах тела                                 | Милкин отац                                     |
| 1983.      | Хасанагиница                               | Суља                                            |
| 1983.      | Јесен Ђуке Дражетића (ТВ)                  | Ђука Дражетић                                   |
| 1983.      | Приче из Непричаве (серија)                |                                                 |
| 1983.      | Црвени коњ (серија)                        |                                                 |
| 1983.      | Бановић Страхиња                           | Поп Градислав                                   |
| 1984.      | Дивља патка                                |                                                 |
| 1984.      | Камионџије опет возе                       | Труман                                          |
| 1984.      | Убица (ТВ драма)                           | Стојанов отац                                   |
| 1984.      | Откос (серија)                             | Влајко Кркић                                    |
| 1984.      | Војници                                    | Заставник Десимир Марковић                      |
| 1984.      | Крај рата                                  | Власник кафане                                  |
| 1985.      | Шест дана јуна                             | Полицајац                                       |
| 1986.      | Климент Охридски ТВ филм                   | Домета                                          |
| 1986.      | Отац и син                                 |                                                 |
| 1986.      | Свечана обавеза (ТВ)                       | Мајов отац                                      |
| 1987.      | Место сусрета Београд (ТВ)                 | Николић - геометров брат                        |
| 1987.      | На путу за Катангу                         | Гргур                                           |
| 1987.      | Вук Караџић (серија)                       | Јоко Караџић                                    |
| 1988.      | Срце и њена деца                           | Веља                                            |
| 1988.      | Портрет Илије Певца (серија)               | Милош Певац                                     |
| 1988.      | Византија                                  |                                                 |
| 1988.      | Тамна страна Сунца (страни филм)           | Исцелитељ                                       |
| 1989.      | Полтрон                                    | Зоричин отац                                    |
| 1989.      | Рођаци из Лазина (серија)                  |                                                 |
| 1989.      | Време чуда (серија)                        | Слепац                                          |
| 1989.      | Жена с крајоликом                          | Шумар                                           |
| 1989.      | Време чуда                                 | Слепац                                          |
| 1989.      | Урош блесави                               | Душан Марковић                                  |
| 1989.      | Сеобе                                      |                                                 |
| 1990-е ▲   |                                            |                                                 |
| 1990.      | Граница                                    | Никола Топић                                    |
| 1991.      | Боје слепила (ТВ)                          | Стеван, Адамов отац                             |
| 1991.      | Ноћ у кући моје мајке                      | Озрен                                           |
| 1991.      | Тетовирање                                 | Мајстор                                         |
| 1992.      | Повратак Вука Алимпића (ТВ)                | Марко Мучибабић                                 |
| 1993.      | Обрачун у Казино Кабареу                   | Човек са пушком                                 |
| 1993.      | Три карте за Холивуд                       | Носач                                           |